# C99 (linguaggio di programmazione)

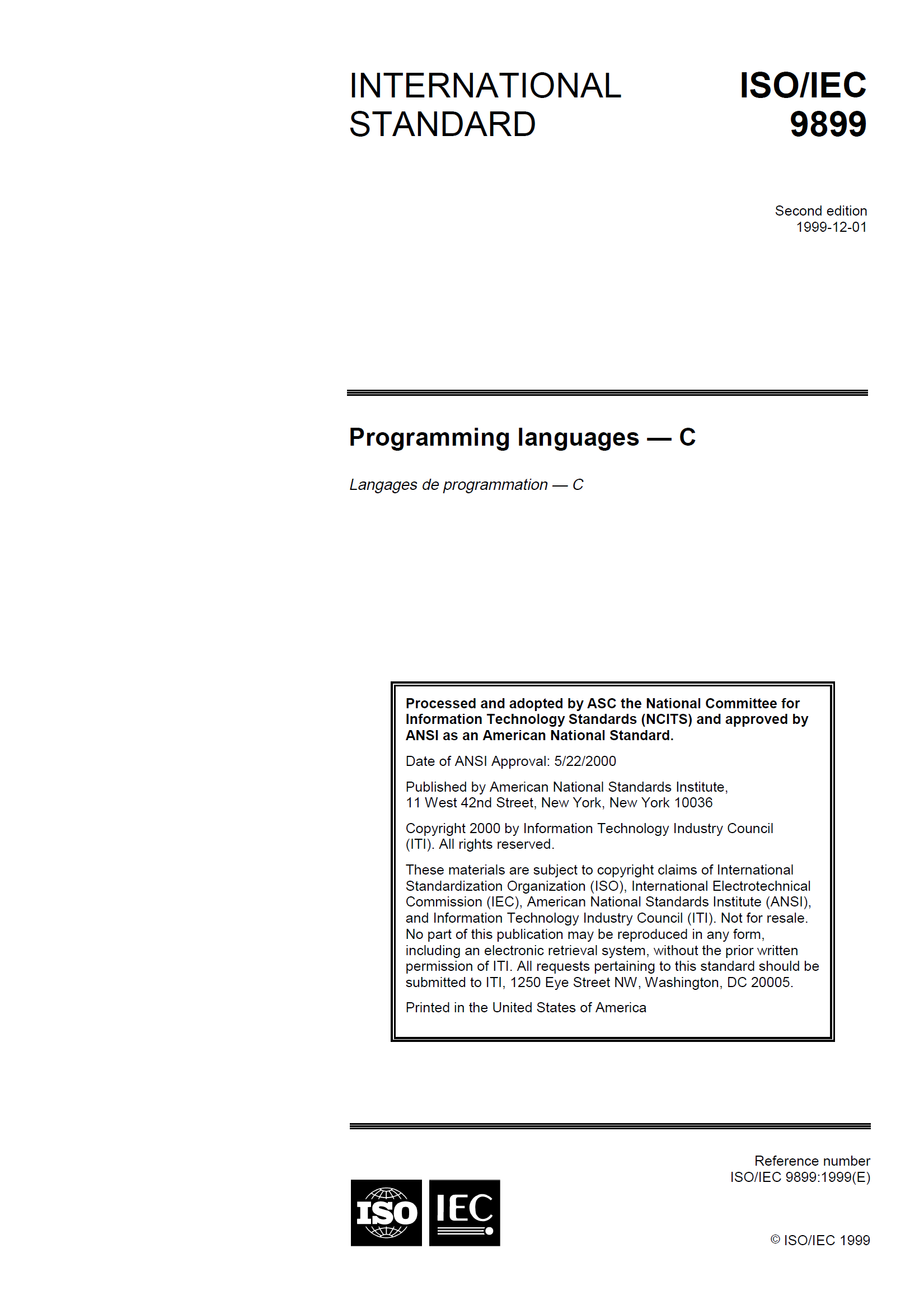
Copertina del documento degli standard C99

C99 (conosciuto precedentemente come C9X) è il nome informale dello standard ISO/IEC 9899:1999, una versione precedente del linguaggio di programmazione C. C99 aggiunge nuove funzionalità rispetto alla versione precedente (C90) soprattutto nel campo del linguaggio e della libreria standard e aiuta le implementazioni a fare un uso migliore del hardware del computer disponibile, come IEEE 754-1985 numero in virgola mobile e la tecnologia dei compilatori.
La versione C11 del linguaggio C, pubblicata nel 2011, rimpiazza C99.

## Storia
Dopo la produzione da parte dell'ANSI degli standard ufficiali del linguaggio C nel 1989, che sono diventati standard internazionali nel 1990, la specificazione del linguaggio C è rimasta relativamente statica per un po' di tempo, mentre  C++ ha continuato ad evolversi, in gran parte durante la sua standardizzazione. L'emendamento normativo 1 creò un nuovo standard per il C nel 1995, ma solo per correggere alcuni dettagli dello standard del 1989 e aggiungere un supporto più esteso per diversi set di caratteri internazionali. Gli standard furono messi sotto un'ulteriore revisione nella fine degli anni novanta, portando alla pubblicazione di ISO/IEC 9899:1999 nel 1999, che fu adottata come un ANSI standard nel maggio del 2000. Il linguaggio definito da quella versione dello standard è comunemente chiamato "C99". Lo standard internazionale del linguaggio C è mantenuto dal gruppo lavorativo ISO/IEC JTC 1/SC 22/WG14.